# Pachypodium ambongense
Pachypodium ambongense ist eine Pflanzenart aus der Gattung Pachypodium in der Familie der Hundsgiftgewächse (Apocynaceae).

## Beschreibung
Pachypodium ambongense ist eine ausdauernde Pflanze, deren Stamm 1 bis 1,5 m hoch wird, glatt und flaschenförmig verdickt ist und nur spärlich verzweigt. Die Pflanze ist mit 5 bis 10 cm langen Dornen besetzt, die paarweise stehen. Die Laubblätter sind elliptisch verkehrt eiförmig, gerundet und 3 bis 8 cm lang sowie 1,5 bis 3 cm breit. Die Unterseite ist filzig behaart. Die Blattstiele sind 2 bis 7 mm lang.
Die Blüten stehen einzeln oder in Gruppen von bis zu fünf. Sie sind weiß gefärbt, messen etwa 5,5 cm im Durchmesser und sind 3 bis 3,5 cm lang. Die Früchte erreichen eine Größe von 10 cm.

## Systematik
Die Erstbeschreibung der Art erfolgte 1924 durch Henri Louis Poisson.

## Vorkommen
Die Art ist endemisch auf Madagaskar verbreitet.

## Nachweise